# Аззахра Перматахані
Аззахра Перматахані (7 січня 2002) — індонезійська плавчиня.
Учасниця Олімпійських Ігор 2020 року, де в попередніх запливах на дистанції 400 метрів комплексом посіла 16-те місце і не потрапила до фіналу.